# Nuna asiilasooq
Nuna asiilasooq (« Le pays de la grande longueur ») est un hymne national du Groenland utilisé par les Kalaallit, peuple autonome du Groenland.
Nuna asiilasooq a été officiellement reconnu par le gouvernement en 1979. Les paroles et la mélodie ont été composées par Jonathan Petersen, qui a également écrit la partition musicale de l'hymne groenlandais de 1916, Nunarput utoqqarsuanngoravit.

## Texte enfrançais
I
Une terre d'une grande longueur,
C'est ce que les Kalaallit ont comme pays,
parmi des montagnes entières,
Les nombreux fjords de la côte,
bien adapté comme pays,
et la côte est parsemée
d'îles.
II
C'est si beau
quand on parcourt
toute la côte.
Au nord et au sud,
il y a un lieu où se rencontrent les gens
et partout où il y a de la terre
il y a un endroit où vivre.
III
Aux pieds de ses montagnes
et à l'embouchure de ses fjords
ses habitants se rencontrent.
La mer est leur royaume
qu'ils traitent si bien
Elle appartient aux Kalaallit
jusqu'à la fin des temps !

## Texte engroenlandais
Nuna asiilasooq Kalaallit nunagaarput
/: tamarmi qaqqartooq.:/:
Kangerluppassuit sinaa
nunassaqqissisippaat,
tamaat sineriaa
qeqertat saangerpaat.
Nuannersoqaqaaq
angallavigigaanni
/: tamaat sineriak :/:
avannamut kujammullu
inunnik naapitsiffik
nunaqarfinnillu
uningavissalik.
Qaqqaasa saavini
kangerluillu paani
/: unipput inuii. :/:
Imartik pissaqarfigaat
atorluakkaminnik,
Kalaallimmi pigaat
soraajuerlutik.